# Edricus
Edricus is een geslacht van spinnen uit de  familie van de wielwebspinnen (Araneidae).

## Soorten
- Edricus productus O. P.-Cambridge, 1896
- Edricus spiniger O. P.-Cambridge, 1890